# Карл III Лейнингенский
Фридрих Карл Эдуард Эрвин цу Лейнинген (нем. Friedrich Karl Eduard Erwin Fürst zu Leiningen; 13 февраля 1898, Страсбург, Германская империя — 2 августа 1946, Саранск, СССР) — немецкий аристократ и офицер. С 1939 года стал 6-м князем Лейнингенским.

## Биография
Родителями Карла были Эмих I, 5-й принц Лейнингенский и принцесса Феодора Гогенлоэ-Лангенбургская.
Его отец, князь Эмих I происходил из рода Лейнингенов, его прадед Карл Фридрих Вильгельм Лейнинген (3-й князь Лененгенский) был единоутробным братом королевы Виктории. У них была одна мать — принцесса Виктория Саксен-Кобург-Заальфельдская.
Мать (Феодора) происходила из князей рода Гогенлоэ и приходилась двоюродной сестрой жене кайзера Вильгельма II — императрице Августе Германской (урождённая принцесса Шлёзвиг-Гольштейн-Августенбургская).
Карл родился в Страсбурге, на территории Германской империи. Он был вторым ребёнком и первым сыном в семье.
18 июля 1939 года после смерти своего отца, князя Эмиха I, Карл стал титулярным князем Лейненгенским.
Во время Второй мировой войны Князь Карл III Лейнингенский служил в кригсмарине, где не было отделений НСДАП). В 1945 году был взят в плен советскими войсками. 2 августа 1946 года умер в лагере для военнопленных в Саранске (Мордовская АССР). Его супруга Мария Кирилловна умерла от сердечного приступа 25 октября 1951 года в Мадриде, когда находилась в гостях у своего брата Великого князя Владимира Кирилловича.

## Семья
25 ноября 1925 года в Кобурге вступил в брак со своей четвероюродной сестрой княжной Марией Кирилловной, отец которой — Кирилл Владимирович — приходился кузеном императору Николаю II, а мать Виктория Федоровна (урождённая Виктория Мелита) — кузиной как императору Николаю II, так и его супруге Александре Федоровне (урождённой принцессе Гессен-Дармштадтской). В этом браке родилось 7 детей:
- Эмих II (18 октября 1926 — 30 октября 1991), князь Лейнингенский (Fürst zu Leiningen), в 1950 году взял в жёны принцессу Эйлику Ольденбургскую (1928—2016); их сын Карл-Эмих перешёл в 2013 году в православие и был выдвинут Монархической партией России претендентом на российский престол (под именем Николая III);
- Карл (2 января 1928 — 28 октября 1990), в 1957—1968 годах был женат на принцессе Марии Луизе Болгарской (род. 1933);
- Кира Мелита Феодора Мария Виктория Александра (18 июля 1930 — 24 сентября 2005), в 1963—1972 годах была замужем за принцем Андреем Югославским (1929—1990);
- Маргарита Илеана Виктория[англ.] (9 мая 1932 — 16 июня 1996), с 1951 года состояла в браке с Князем Фридрихом-Вильгельмом фон Гогенцоллерн-Зигмаринген (1924—2010);
- Мехтильда Александра (2 января 1936 — 12 февраля 2021), муж с 1961 года Карл Антон Баушер (род. 1931).
- Фридрих Вильгельм Бертольд (18 июня 1938—1998), 1-я жена в 1960—1962 годах Карин Эвелин Гёсс (род. 1942), 2-я жена с 1971 года Хельга Эшенбахер (род. 1940). От двух браков детей не имел.
- Петер Виктор (23 декабря 1942 — 12 января 1943).